# 井上健 (比較文学者)
井上 健（いのうえ けん、1948年11月11日 - ）は、日本の比較文学者、東京大学名誉教授、元日本比較文学会会長。

## 経歴
東京都出身。東京都立戸山高等学校を経て東京大学文学部仏文科に進んだが、英文科に転じて卒業、同大学院比較文学比較文化専攻修士課程修了、大谷女子大学専任講師、神戸大学助教授、京都大学助教授、東京工業大学教授を経て、2005年から東大大学院総合文化研究科教授。2007年日本比較文学会会長に就任。2008年東大比較文学会会長（2011年まで）。2012年東大を退任、日本大学国際関係学部教授。2019年退職。
多くの翻訳を行うのみならず、翻訳に関するエッセイがある。『トイレット部長』をベストセラーにした藤島茂は従兄である。「まじめ」さを厳に排し、諧謔と冷笑、隠微な悪意を称揚する。「『緋文字』に真剣に取り組んでも、学生たちの徳性が向上したり、その人生に貴重な何かが付け加わったりするわけではない」、「仮に文芸作品に感動して涙を流すことがあるとしても、その感涙とはまったく無縁なところで人格というものが形成される」と主張している。

## 著書
- 『作家の訳した世界の文学』丸善ライブラリー  1992年
- 『現代アメリカ文学を翻訳で学ぶ』バベル・プレス 1995年
- 『翻訳街裏通り わが青春のB級翻訳』研究社出版 2001年
- 『文豪の翻訳力 近現代日本の作家翻訳 谷崎潤一郎から村上春樹まで』武田ランダムハウスジャパン、2011年

### 共編著
- 『アメリカ文学の学び方』滝川元男共編 南雲堂 1980年
- 『BABEL翻訳表現辞典』 バベル翻訳・外語学院共編 バベル・プレス 1996年
- 『翻訳の方法』 川本皓嗣共編 東京大学出版会 1997年
- 『翻訳を学ぶ人のために』 安西徹雄,小林章夫共編 世界思想社 2005年
- 『翻訳文学の視界 近現代日本文化の変容と翻訳』思文閣出版、2012年
- 『チェーホフの短篇小説はいかに読まれてきたか』井桁貞義共編　世界思想社、2013年

### 翻訳
- ベン・ドミニッツ『How to love もっといい愛の見つけ方』フォー・ユー 1987年
- 『アルフレッド・ノース・ホワイトヘッド著作集科学・哲学論集 下』松籟社 1989年
- デイビッド・シーリー『クールすぎて』フォー・ユー 1989年
- ブランシュ・ダルピュジェ『抱きしめたいから』世界文化社 1992年
- ボニー&ノエル・ドリュー『小さな企業家たち アメリカン・キッド・ビジネス101』丸善 1993年
- ミーシャ・グレニー『ユーゴスラヴィアの崩壊』大坪孝子共訳 白水社 1994年
- レイモンド・イアン・ペイジ『北欧の神話』丸善ブックス 1994年
- グレゴリー・アールグレン,スティーブン・モニアー『リンドバーグの世紀の犯罪』朝日新聞社 1996年
- ジェイン・F・ガードナー『ローマの神話』中尾真樹共訳 丸善ブックス 1998年
- レイ・カーツワイル『ポスト・ヒューマン誕生』日本放送出版協会 2007年
- ヘンリー・ミラー『セクサス　薔薇色の十字架刑』水声社、2010年